# Megacephala sobrina
Megacephala sobrina är en skalbaggsart som beskrevs av Pierre François Marie Auguste Dejean 1831. Megacephala sobrina ingår i släktet Megacephala och familjen jordlöpare. Inga underarter finns listade i Catalogue of Life.